# Incrustación corneal
Una incrustación corneal (también llamada implante intracorneal, en inglés corneal inlay) es un dispositivo que se implanta quirúrgicamente en la córnea del ojo como tratamiento para la presbicia. La instalación exitosa da como resultado la reducción de la dependencia de las gafas para leer, de modo que el usuario puede realizar más fácilmente las tareas cotidianas, como usar un teléfono móvil, leer los precios de las estanterías de las tiendas y trabajar en una computadora.
Las incrustaciones corneales son pequeñas, delgadas y permeables. Normalmente, se implantan en el ojo no dominante.
José Barraquer creó el primer prototipo de incrustación corneal en 1949 en Barcelona, España. Sin embargo, se descubrió que el material de vidrio de sílex que usó no era adecuado debido a problemas de biocompatibilidad. En la década de 1960 se probaron otros materiales transparentes y permeables, incluidos polímeros de hidrogel.
Algunos de los primeros pacientes receptores de incrustaciones de córnea experimentaron complicaciones como opacificación, adelgazamiento y fusión de la córnea. Los investigadores pronto descubrieron que, además del material, eran importantes el grosor de la incrustación y la profundidad a la que se implantaba, así como la permeabilidad y el centrado. Hubo un retraso en la introducción general del tratamiento, mientras que se realizó una investigación considerable para encontrar combinaciones seguras y confiables de estos factores.
La Administración de Medicamentos y Alimentos de Estados Unidos aprobó la incrustación corneal KAMRA en abril de 2015. Las incrustaciones se implantan en la córnea, ya sea en un bolsillo corneal creado con láser o en un colgajo corneal laminar (similar al LASIK). Las incrustaciones se pueden quitar si el paciente desarrolla otra afección que requiera tratamiento médico.

## Tipos
Al 2020 hay cinco incrustaciones corneales en uso y en desarrollo:

### KAMRA
El KAMRAinlay (AcuFocus, Inc.) es un anillo biocompatible que aumenta la profundidad de campo visual utilizando el principio físico de una pequeña apertura . Este diseño solo permite que la luz enfocada ingrese al ojo, lo que resulta en una mejora en la visión de cerca e intermedia mientras se mantiene la visión de lejos. KAMRA es la primera incrustación corneal de pequeña apertura aprobada por la FDA de EE. UU.

### FlexivueMicrolens
FlexivueMicrolens (PresbiaCoöperatief UA) es una lente de polímero hidrófilo refractivo. La zona central de la lente está libre de poder refractivo y la zona periférica tiene un poder refractivo positivo estándar. Esta incrustación funciona con un principio similar al de las gafas bifocales. El diseño bifocal proporciona dos imágenes a la retina simultáneamente. Cada punto de enfoque específico se entrega como una imagen nítida y borrosa. FlexivueMicrolens está disponible en una variedad de potencias y se puede cambiar a medida que avanza la presbicia.

### Raindrop
La incrustación Raindrop Near Vision, anteriormente conocida como lente PresbyLens o Vue + (ReVision Optics, Inc) es un implante de hidrogel biocompatible transparente y delgado. Tiene 2 mm de diámetro y varía en grosor desde 10 micrones en la periferia hasta ~ 30 micrones en el centro. Se implanta bajo un colgajo láser de femtosegundos en el lecho estromal de la córnea, centrado sobre una pupila con constricción de luz. La incrustación Raindrop Near Vision modifica la región central de la córnea para proporcionar una zona de mayor poder para enfocar objetos cercanos.

### Icolens
El Icolens System (Neoptics AG) es otra lente de polímero hidrófilo refractivo, similar a la Flexivue Microlens, sin potencia de refreacción en el centro y cpm refraccoçpm sotova en la zona periférica. Esta incrustación también está disponible en una variedad de poderes de refracción, que se pueden intercambiar según sea necesario debido a la progresión de la presbicia.

### Incrustación corneal difractiva (Diffractive Corneal Inlay, DCI)
El Diffractive Corneal Inlay (DCI) es un tipo de implante corneal para el tratamiento de la presbicia, que se basa en los fenómenos de difracción. Fue desarrollado por el Grupo de Óptica Difractiva (DiOG, España) y su principio de funcionamiento combina los efectos de agujero de alfiler y tamiz de fotones. Usando difracción, el DCI puede generar un enfoque difractivo en visión cercana. Existen varios estudios científicos que comparan las propiedades ópticas de DCI con el Kamra Inlay, demostrando que DCI obtiene un mejor rendimiento en visión de cerca.